# La Chine Communiste et L'avenir du Monde Libre

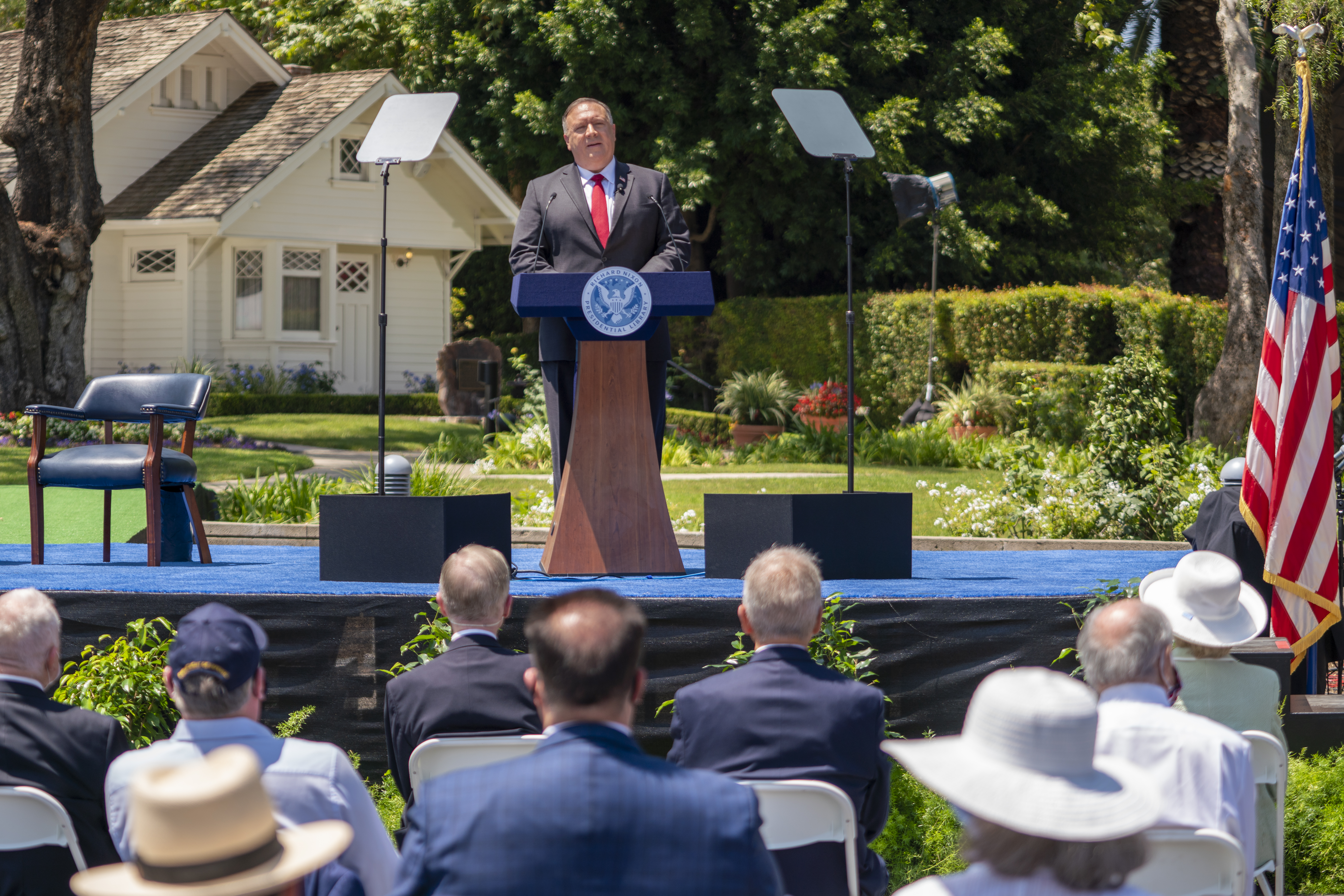
Le Secrétaire d'État américain Mike Pompeo délivrant le discours "La Chine communiste et l'avenir du monde libre"

La Chine communiste et l'avenir du monde libre (Anglais: Communist China and the Free World's Future) est un discours prononcé par le Secrétaire d'État des États-Unis Mike Pompeo le 23 juillet 2020 à la bibliothèque et au musée présidentiels Richard Nixon en Californie,. Dans ce discours, Pompeo a affirmé que le monde libre devrait se rassembler et donner du pouvoir au peuple chinois et inciter la Chine à changer.

## Voir Aussi
- Tear down this wall!